# Landmark Trust
Le Landmark Trust est une fondation de charité britannique créée en 1965 par John Smith et Lady Smith. Elle est vouée à la Protection du patrimoine culturel et est impliquée dans la restauration de monuments historiques, dont elle aménage une partie pour la location de vacance. Le siège social du Trust se trouve à Shottesbrooke, un village pittoresque du Berkshire.
La plupart de ses propriétés se trouvent en Grande-Bretagne. Elle en possède également dans l’Île Lundy au large des côtes nord du Devon, qui ont été confiées au National Trust. Celles d'Europe continentale se trouvent en Belgique, en France (le Moulin de la Tuilerie à Gif-sur-Yvette) et en Italie. Elle possède quatre propriétés dans l’État de Vermont, aux États-Unis, dont Naulakha, la maison que Rudyard Kipling se fit construire dans les années 1890. Ces sites américains sont gérés par une filiale appelée Landmark Trust USA (de même qu'il existe une Irish Landmark Trust).
Le produit des locations permet de financer les travaux d'entretien et de réparation des châteaux et résidences de la fondation. Le trust gère ainsi 190 propriétés de tailles diverses : on y trouve des fortifications, des fermes anciennes, des manoirs, des moulins et manufactures, des cottages, des châteaux, des folies de toutes les périodes.
À l'occasion du cinquantenaire de la fondation, en mai 2015, une commission du Landmark Trust a fait ériger cinq sculptures d’Antony Gormley, Land, aux quatre points cardinaux et au centre du Royaume-Uni : les sites retenus ont été Lowsonford (Warwickshire), Lundy (détroit de Bristol), la Tour Clavell (Dorset), Baie de Saddell (Écosse), et la tour Martello (Aldeburgh, Suffolk),.

## Archives
Les Archives Philatéliques de l'île Lundy ont été données à la British Library en 1991.

### Voir également
- Photos des propriétés du Landmark Trust sur Flickr